# Robin (voornaam)
Robin is een voornaam die zowel aan jongens als meisjes wordt gegeven.
De naam is afgeleid van de Germaanse jongensnamen Robrecht en Robert. Deze naam betekent zoveel als "schitterend door roem". Varianten zijn Robbie (het diminutief), Robbin (minder vaak voorkomend), Robina (enkel als meisjesnaam) en Rob (de verkorte vorm).
Robin is tevens het Engelstalige woord voor roodborst.

## Bekende naamdragers
- Robin Ammerlaan, Nederlands rolstoeltennisser
- Robin Beck, Amerikaanse zangeres
- Robin Cook, Brits politicus
- Robin Cook, Amerikaans schrijver
- Robin de Raaff, Nederlands componist
- Robin de Puy, Nederlandse fotografe
- Robin Demeijer, Nederlands profvoetballer
- Robin DiAngelo, Amerikaans academicus en schrijfster
- Robin Dunbar, Engels antropoloog en evolutiebioloog
- Robin Gibb, Brits zanger (Bee Gees)
- Robin Haase, Nederlands proftennisser
- Robin Hobb, pseudoniem van de Amerikaanse schrijfster Margaret Lindholm
- Robin Hofman, Nederlands profvoetballer
- Robin Janssen, Nederlands profvoetballer
- Robin Leféber, Nederlands radioproducer
- Robin Martens, Nederlands actrice
- Robin Miriam Carlsson, Zweedse zangeres
- Robin Norwood, Amerikaans schrijfster
- Robin van Persie, Nederlands profvoetballer
- Robin S, Amerikaans zangeres
- Robin Schulz, Duits dj en producer
- Robin Swane, Nederlands golfspeler
- Robin Söderling, Zweeds tennisser
- Robin Tunney , Amerikaans actrice
- Robin Williams, Amerikaans acteur en komiek
- Robin Wright, Amerikaans actrice

## Fictieve naamdragers
- Robin Hood, Engelse volksheld
- Robin (Bassie en Adriaan), de robot uit de televisieseries van Bassie en Adriaan
- Robin (Batman), het hulpje van Batman in de wereld van DC Universe
- Robin the Frog, het neefje van Kermit de Kikker
- Robin Ellacott, assistente van privédetective Cormoran Strike uit de televisieserie 'Strike'
- Robin Scherbatsky, een personage uit de televisieserie How I Met Your Mother.
- Robin Buckley, een personage uit de Netflix-serie 'Stranger Things'